# Iwan Simonis

Logo der Firma

Iwan Simonis (eigentlich Yvan Jean François Dieudonné; * 6. Januar 1769 in Verviers; † 13. Januar 1829 ebenda) war ein Unternehmer und ist gleichzeitig der Name eines der renommiertesten Herstellers von Billardtüchern. Er brachte das Billardtuch gleichen Namens zu Ruhm und gilt ab 1799 auch als Wegbereiter der europäischen Festlandindustrialisierung.

## Leben

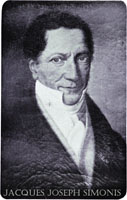
Jacques Joseph Simonis

Simonis war ein Sohn des Tuchfabrikanten Jacques Joseph Simonis (* 12. August 1717 in Verviers; † 3. März 1789 ebenda) und Urenkel des Firmengründers Henri Simonis, der sich auf die Produktion von Kammgarnstoff spezialisiert hatte. Unter seiner und der Leitung seines Bruders Jean Antoine Simonis spezialisierte sich der seit 1680 tätige Familienbetrieb auf die Produktion von Billard- und Snooker-Tüchern. Sie ließen 1799 durch William Cockerill, Senior ihre Webmaschinen erneuern und leiteten dadurch die Industrialisierung des europäischen Kontinents ein.
Simonis war verheiratet mit Marie Agnès de Grand’Ry (1777–1837), Tochter des Eupener Bürgermeisters und Tuchfabrikanten André Joseph Grand Ry. Das Ehepaar bekam neun Kinder, Iwans Enkel war der Burggraf Alfred Simonis.